# 底抜けいいカモ
『底抜けいいカモ』（そこぬけいいカモ、en:The Patsy）は、1964年に公開されたアメリカ合衆国のコメディ映画。
監督、主演ジェリー・ルイス。映画は1964年8月12日にパラマウント・ピクチャーズによって公開された。

## キャスト
| 役名       | 俳優                   | 日本語吹替                    |
| 役名       | 俳優                   | 東京12ch版                    |
| ---------- | ---------------------- | ----------------------------- |
| スタンリー | ジェリー・ルイス       | 近石真介                      |
| エレン     | アイナ・バリン         | 鈴木弘子                      |
| キャリー   | エヴェレット・スローン | 上田敏也                      |
| ブルース   | ジョン・キャラダイン   | 清川元夢                      |
| モーガン   | ピーター・ローレ       | 辻村真人                      |
| ハリー     | キーナン・ウィン       | 加藤精三                      |
| チック     | フィル・ハリス         | 加藤修                        |
|            |                        |                               |
| 演出       | 演出                   | 斎藤敏夫                      |
| 翻訳       | 翻訳                   | 九鮎子                        |
| 効果       |                        |                               |
| 調整       |                        |                               |
| 制作       | 制作                   | 東北新社                      |
| 解説       | 解説                   | 南俊子                        |
| 初回放送   | 初回放送               | 1974年2月7日 『木曜洋画劇場』 |